# 土庫里車站
23°19′17″N 120°20′35″E / 23.321470°N 120.342922°E

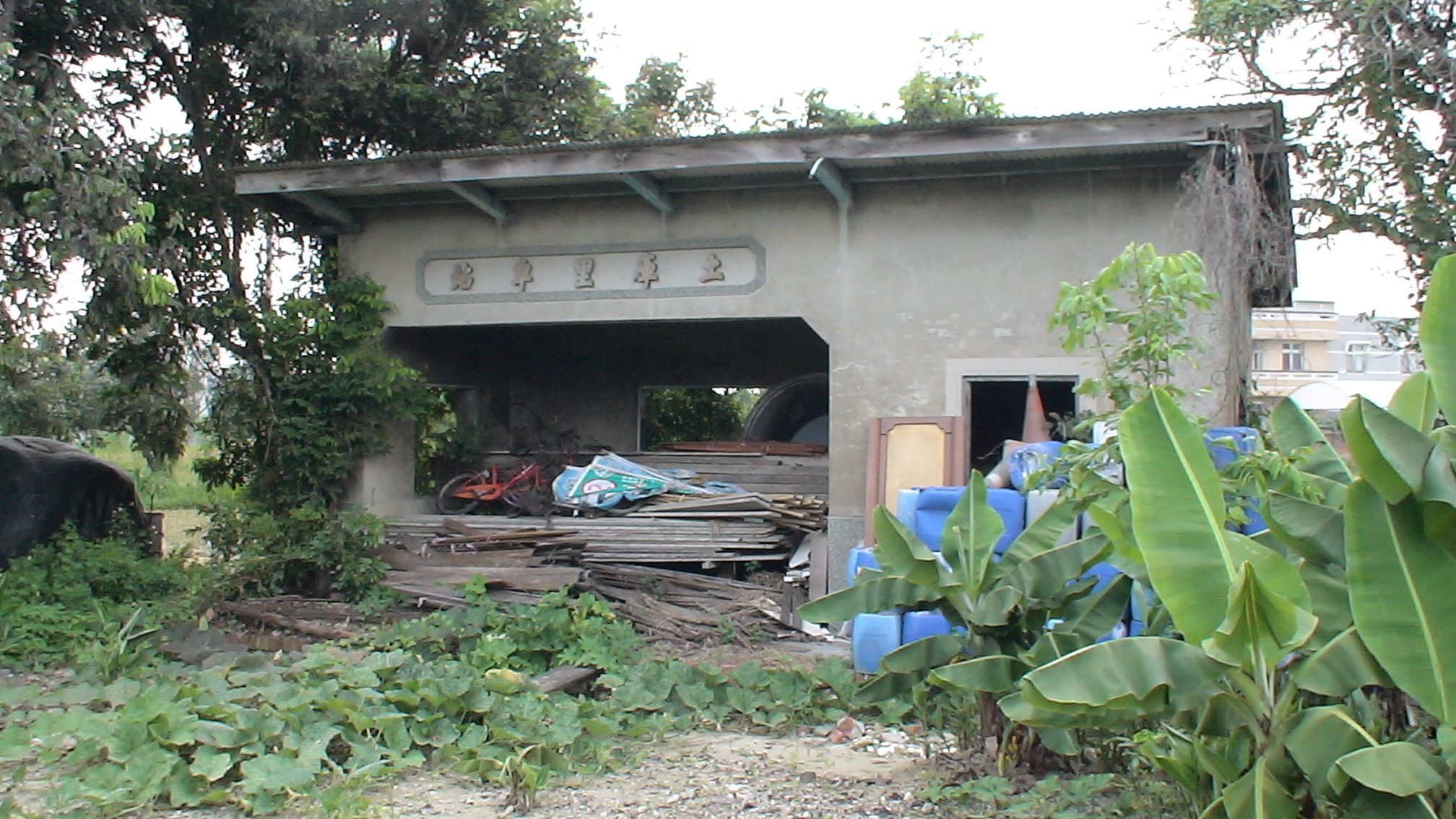
整修前（2007年）的土庫里車站

土庫里車站位於臺灣臺南市新營區，是臺灣糖業鐵路烏樹林線的車站，舊稱土庫驛。

## 車站構造
- 單式月臺1面1線的地上車站（廢止時）。

## 車站周邊
- 土庫里：站名的由來。
- 土庫國小

## 歷史
- 1944年6月16日：新營－烏樹林－番社（東山）路線營運。
- 年月日不詳：土庫驛營業。
- 1952年9月1日：因為與雲林縣土庫鎮的土庫車站同名而改稱土庫里車站。
- 1979年9月1日：隨著烏樹林線停止載客而廢站。

## 現況
- 站房保存，但鐵軌被撤掉。